# دايكوان كوك
دايكوان كوك (بالإنجليزية: Daequan Cook)‏ مواليد 28 أبريل 1987 في دايتون، هو لاعب كرة سلة أمريكي. بدأ مسيرته الاحترافية في سنة 2007. تم اختياره من قبل فريق فيلادلفيا سفنتي سيكسرز خلال الدرافت. يحمل الرقم 15. يبلغ طوله 6 قدم 5 بوصة (2.0 م).

## المسيرة الاحترافية
لعب مع ميامي هيت من سنة 2007 إلى 2010، ثم لعب مع أوكلاهوما سيتي ثاندر من سنة 2010 إلى 2012، ثم لعب مع هيوستن روكتس في موسم 2012–2013، ثم لعب مع بوديفلنيك في موسم 2013–2014، ثم لعب مع تايغرز توبينغن في الدوري الألماني في سنة 2014، ثم لعب مع إس بي أو روان باسكت في الدوري الفرنسي في موسم 2014–2015، ثم لعب مع بنفيكا لكرة السلة في موسم 2015–2016.

## إحصائيات المسيرة

### الموسم الاعتيادي
| السنة   | الفريق               | لعب | بدأ | دقيقة | ميداني% | ثلاثية | حرة  | ارتداد | صنع | استلاب | تصدي | نقطة |
| ------- | -------------------- | --- | --- | ----- | ------- | ------ | ---- | ------ | --- | ------ | ---- | ---- |
| 2007–08 | ميامي هيت            | 59  | 19  | 24.4  | .381    | .332   | .825 | 3.0    | 1.3 | .4     | .2   | 8.8  |
| 2008–09 | ميامي هيت            | 75  | 4   | 24.4  | .375    | .387   | .875 | 2.5    | .9  | .5     | .1   | 9.1  |
| 2009–10 | ميامي هيت            | 45  | 3   | 15.4  | .320    | .317   | .840 | 1.8    | 1.0 | .3     | .2   | 5.0  |
| 2010–11 | أوكلاهوما سيتي ثاندر | 43  | 0   | 13.9  | .436    | .422   | .800 | 1.7    | .5  | .3     | .0   | 5.6  |
| 2011–12 | أوكلاهوما سيتي ثاندر | 57  | 22  | 17.4  | .368    | .346   | .636 | 2.1    | .3  | .4     | .2   | 5.5  |
| 2012–13 | هيوستن روكتس         | 16  | 1   | 10.3  | .356    | .367   | .667 | 1.1    | .6  | .4     | .1   | 3.4  |
| 2012–13 | شيكاغو بولز          | 33  | 0   | 8.4   | .278    | .246   | .778 | 1.3    | .3  | .1     | .2   | 2.5  |
| المسيرة |                      | 328 | 49  | 18.3  | .369    | .359   | .813 | 2.1    | .7  | .4     | .1   | 6.4  |

### الأدوار الإقصائية
| السنة   | الفريق               | لعب | بدأ | دقيقة | ميداني% | ثلاثية | حرة   | ارتداد | صنع | استلاب | تصدي | نقطة |
| ------- | -------------------- | --- | --- | ----- | ------- | ------ | ----- | ------ | --- | ------ | ---- | ---- |
| 2009    | ميامي هيت            | 7   | 0   | 23.0  | .310    | .300   | 1.000 | 2.4    | .6  | .3     | .0   | 5.3  |
| 2011    | أوكلاهوما سيتي ثاندر | 17  | 0   | 11.5  | .393    | .348   | 1.000 | 1.6    | .1  | .2     | .0   | 3.8  |
| 2012    | أوكلاهوما سيتي ثاندر | 16  | 0   | 6.8   | .378    | .333   | .000  | .6     | .3  | .2     | .0   | 2.3  |
| 2013    | شيكاغو بولز          | 6   | 0   | 6.0   | .100    | .125   | .000  | .5     | .7  | .2     | .0   | .5   |
| المسيرة |                      | 46  | 0   | 10.9  | .345    | .315   | .750  | 1.2    | .3  | .2     | .0   | 3.0  |

## روابط خارجية
- دايكوان كوك على موقع إن بي أي (الإنجليزية)
- دايكوان كوك على موقع سبورتس رفرنس (الإنجليزية)
- دايكوان كوك على موقع كرة السلة الأوروبية.كوم (الإنجليزية)
- دايكوان كوك على موقع إي إس بي إن.كوم (الإنجليزية)
- دايكوان كوك على موقع كلية كرة السلة في سبورتس رفرنس.كوم (الإنجليزية)
- دايكوان كوك على موقع ريلجم (الإنجليزية)
- دايكوان كوك على موقع بروبوليرز (الإنجليزية)
- دايكوان كوك على موقع سبورتس رفرنس (الإنجليزية)
- دايكوان كوك على موقع سبورتس رفرنس (الإنجليزية)